# Louis De Clerck
Lodewijk (Louis) De Clerck (Blaasveld, 3 januari 1936 - Reet, 13 februari 2018) was een Belgische atleet, die gespecialiseerd was in de 400 m. Hij nam eenmaal deel aan de Olympische Spelen en veroverde vijf Belgische titels.

## Biografie
De Clerck behaalde tussen 1958 en 1962 vijf opeenvolgende Belgische titels op de 400 m. Hij nam op deze afstand ook deel aan de Europese kampioenschappen van 1958 in Stockholm, waar hij uitgeschakeld werd in de reeksen en aan de Olympische Spelen van 1960 in Rome, waar hij de kwartfinales haalde. 

### Clubs
De Clerck was aangesloten bij Boom. 

## Belgische kampioenschappen
| Onderdeel | Jaar                         |
| --------- | ---------------------------- |
| 400 m     | 1958, 1959, 1960, 1961, 1962 |

## Persoonlijk record
| Onderdeel | Prestatie | Datum | Plaats |
| --------- | --------- | ----- | ------ |
| 400 m     | 47,7 s    | 1963  |        |

## Palmares

### 400 m
- 1958:  BK AC – 49,1 s
- 1958: 4e reeks EK in Stockholm – 48,9 s
- 1959:  BK AC – 50,5 s
- 1960:  BK AC – 48,3 s
- 1960: 7e ¼ finale OS in Rome – 48,4 s
- 1961:  BK AC – 48,1 s
- 1962:  BK AC – 48,3 s

### 4 x 400 m
- 1960: 4e reeks OS in Rome – 3.15,1